# 雷蒂亞鐵路 ABe 8/12 形電車
雷蒂亞鐵路ABe 8/12形電車(也被稱為阿萊格拉 Allegra)，是一款由三卡車組成的交直流電米軌軌距列車，主要服務於瑞士格勞賓登州的主要鐵路幹線。

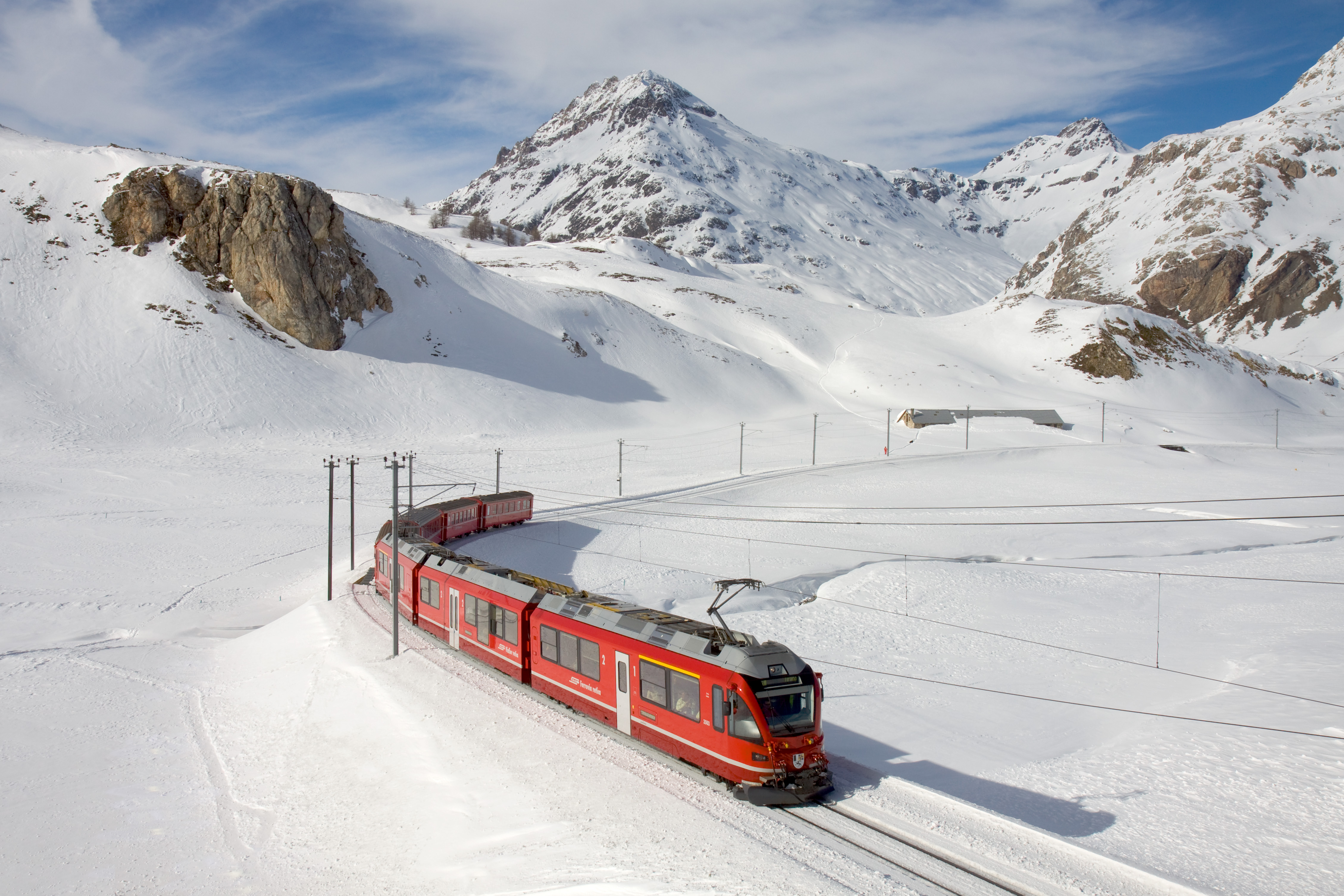
貝爾尼納鐵路向蒂拉諾方向的ABe8/12 3503號列車

## 技術細節
ABe 8/12型電車在2009年和2011年其間生產並且交付，它主要用於雷蒂亞鐵路路線中具陡坡的路段，這些路段包括了阿羅薩線、貝爾尼納鐵路以及從蘭德夸特到達沃斯之間的路段。每輛ABe 8/12型電車都配備了交直流電裝置，使它們既能夠在電壓為11千伏16.7赫茲的雷蒂亞鐵路的核心網絡上運行，同時也能夠在供電為1000伏DC的貝爾尼納鐵路上行走。
每輛ABe 8/12型電車的都為一等和二等乘客車廂配備了舒適的空調。而頭等車廂則在每列火車的最前面位在司機駕駛室的正後方，乘客可以透過駕駛艙的窗戶欣賞到軌道的美麗景色。而ABe 8/12型電車車身中間設計成一個大面積的低地台，這可以讓殘疾乘客能夠方便上落及更舒適的乘坐。ABe 8/12型電車在交付後很快就進入正常服務。

## 速度紀錄
於2009年12月期間在Vereina隧道作安定試驗中，ABe 8/12形電車以每小時139公里創下了米軌鐵路的新速度紀錄(此前的紀錄為134公里/小時)。

## 列車名稱
在2010年5月1日有四列電車在蘭德夸特被命名。列車3501得到的名字為雷蒂亞鐵路的荷蘭創始人Willem Jan Holsboer的名字; 列車3502名字為Friedrich Hennings 是阿爾布拉鐵路設計者名稱; 
列車3503 是用瑞士高山滑雪運動員以及世界冠軍和奧運金牌得主卡洛·扬卡的名字; 而列車3504則命名為越野滑雪金牌獲得者达廖·科洛尼亚的名字。

### 主要數據
- 軌距：1000mm
- 電動模式：AC11kV 16.7Hz 和 DC1000V 架空電線
- 尺寸：49500（ABe4/4 350、351型：16690、Bi 356型：16120）mm、全寬2650mm、全高3800mm
- 車床高度：
  - ABe4/4 350、351型：1050mm
  - Bi 356型：480mm - 993mm
- 軸配置：Bo'Bo'+2'2'+Bo'Bo'
- 車輪半徑:
  - ABe4/4 350、351型：810mm
  - Bi 356型：680mm
- 重量：106t
- 容量：24名（1等座椅）、76名（2等座椅）、14名（折疊座椅）、2名（輪椅）
- 最大出力：2600kW（交流電）、2400kW（直流電）
- 起動時的牽引力：260kN
- 最高速度：100km/h（設計最高速度139km/h）
- 制動系統：再生制動，空氣制動，真空制動，軌制動

## 列車一覽
各車的編號 / 每節車廂的編號 / 下單年份 / 生產年份 / 列車名稱及代表人物
- ABe8/12 3501 - ABe4/4 35101 + Bi 35601 + ABe4/4 35001 - 2007年 - 2009年10月14日 - Willem Jan Holsboer[1]
- ABe8/12 3502 - ABe4/4 35102 + Bi 35602 + ABe4/4 35002 - 2007年 - 2009年11月6日 - Friedrich Hennings[2]
- ABe8/12 3503 - ABe4/4 35103 + Bi 35603 + ABe4/4 35003 - 2007年 - 2010年3月19日 - Carlo Janka[3]
- ABe8/12 3504 - ABe4/4 35104 + Bi 35604 + ABe4/4 35004 - 2007年 - 2010年4月1日 - Dario Cologna[4]
- ABe8/12 3505 - ABe4/4 35105 + Bi 35605 + ABe4/4 35005 - 2007年 - 2010年4月16日 - Giovanni Segantini[5]
- ABe8/12 3506 - ABe4/4 35106 + Bi 35606 + ABe4/4 35006 - 2007年 - 2010年7月1日 - Anna von Planta
- ABe8/12 3507 - ABe4/4 35107 + Bi 35607 + ABe4/4 35007 - 2007年 - 2010年8月1日 - Benedetg Fontana[6]
- ABe8/12 3508 - ABe4/4 35108 + Bi 35608 + ABe4/4 35008 - 2007年 - 2010年9月9日 - Richard Coray[7]
- ABe8/12 3509 - ABe4/4 35109 + Bi 35609 + ABe4/4 35009 - 2007年 - 2010年11月9日 - Placidus Spescha[8]
- ABe8/12 3510 - ABe4/4 35110 + Bi 35610 + ABe4/4 35010 - 2007年 - 2010年11月12日 - Alberto Giacometti[9]
- ABe8/12 3511 - ABe4/4 35111 + Bi 35611 + ABe4/4 35011 - 2007年 - 2010年12月9日 - Otto Barblan[10]
- ABe8/12 3512 - ABe4/4 35112 + Bi 35612 + ABe4/4 35012 - 2007年 - 2011年1月6日 - Jörg Jenatschr[11]
- ABe8/12 3513 - ABe4/4 35113 + Bi 35613 + ABe4/4 35013 - 2007年 - 2011年1月27日 - Simeon Bavier[12]
- ABe8/12 3514 - ABe4/4 35114 + Bi 35614 + ABe4/4 35014 - 2007年 - 2011年3月3日 - Steivan Brunies[13]
- ABe8/12 3515 - ABe4/4 35115 + Bi 35615 + ABe4/4 35015 - 2007年 - 2011年3月31日 - Alois Carigiet[14]

## 圖片

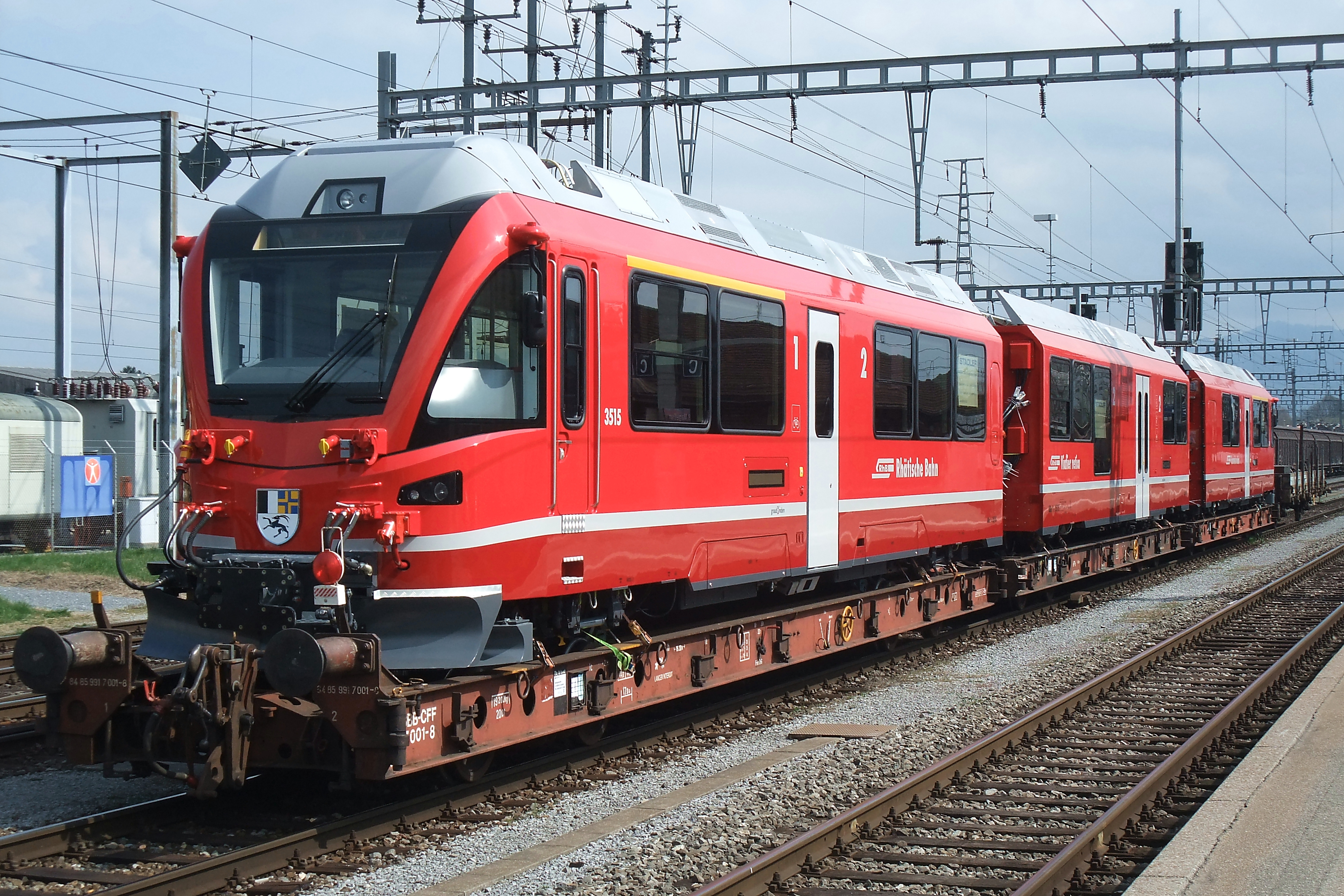
ABe8/12 3515號車在Altenrhein的工廠被運送出來
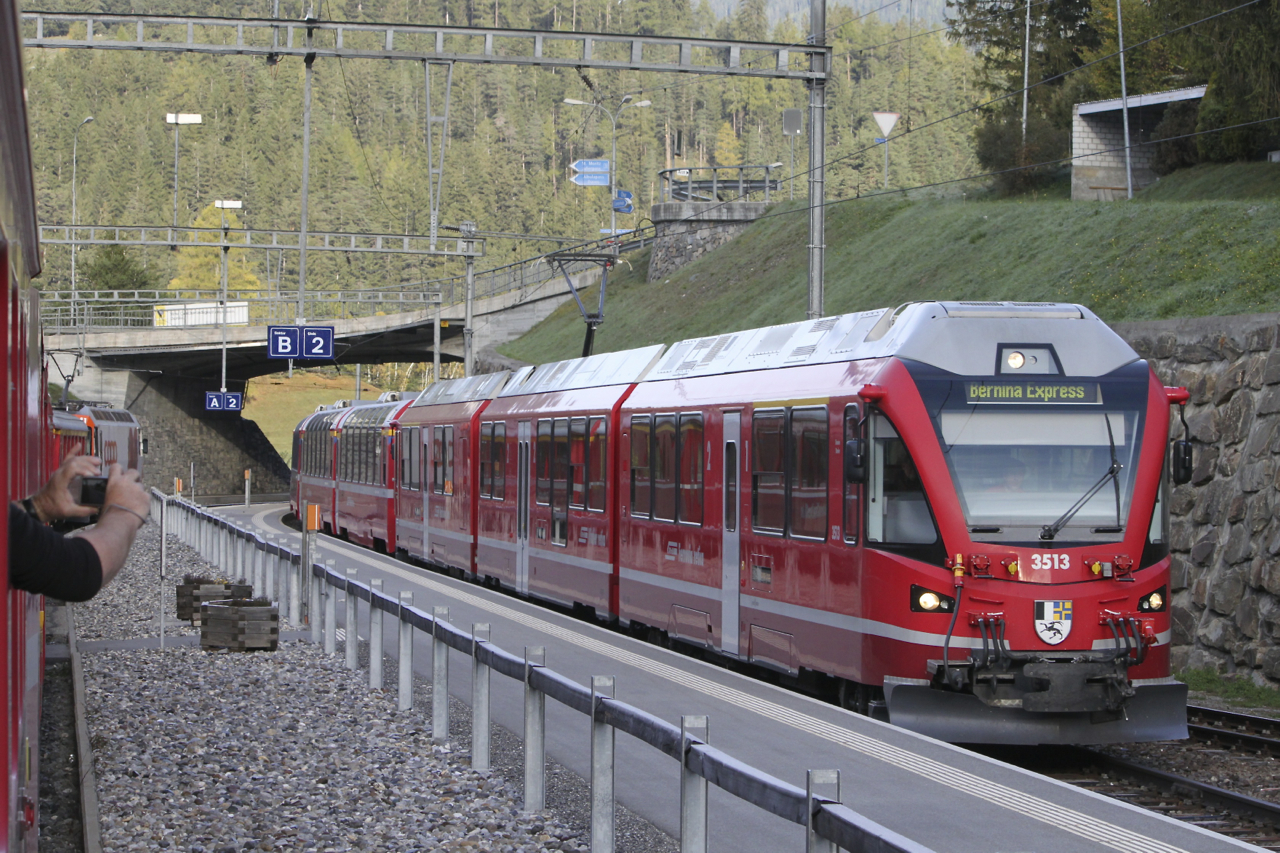
2013年 Abe8/12 3513號車作為伯爾尼納快車的牽引車於蒂芬卡斯特爾站
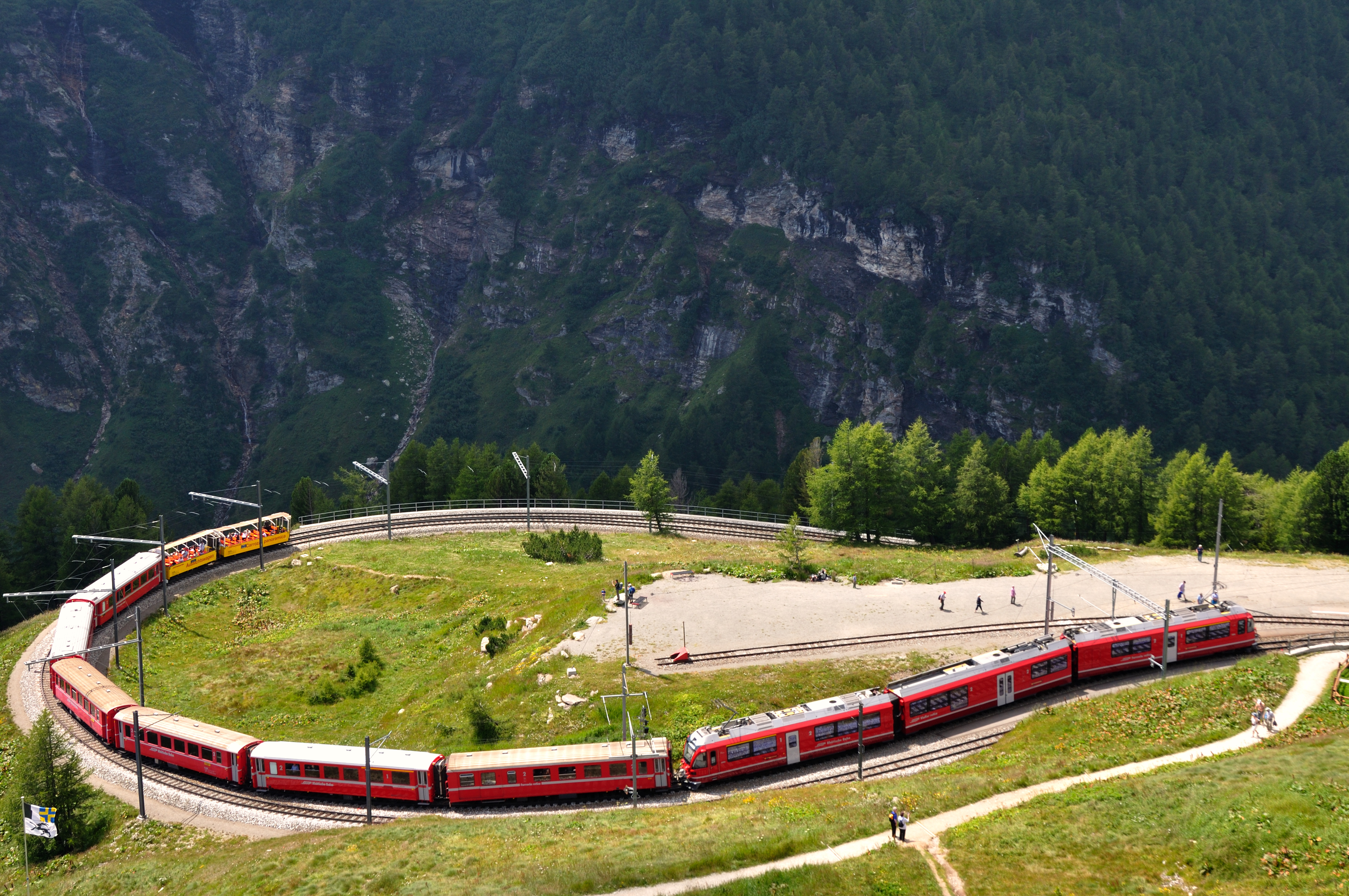
2011年於伯爾尼納線，正帶領旅客八輛車其中包括開放式車廂(拍攝於Alp Grüm站)
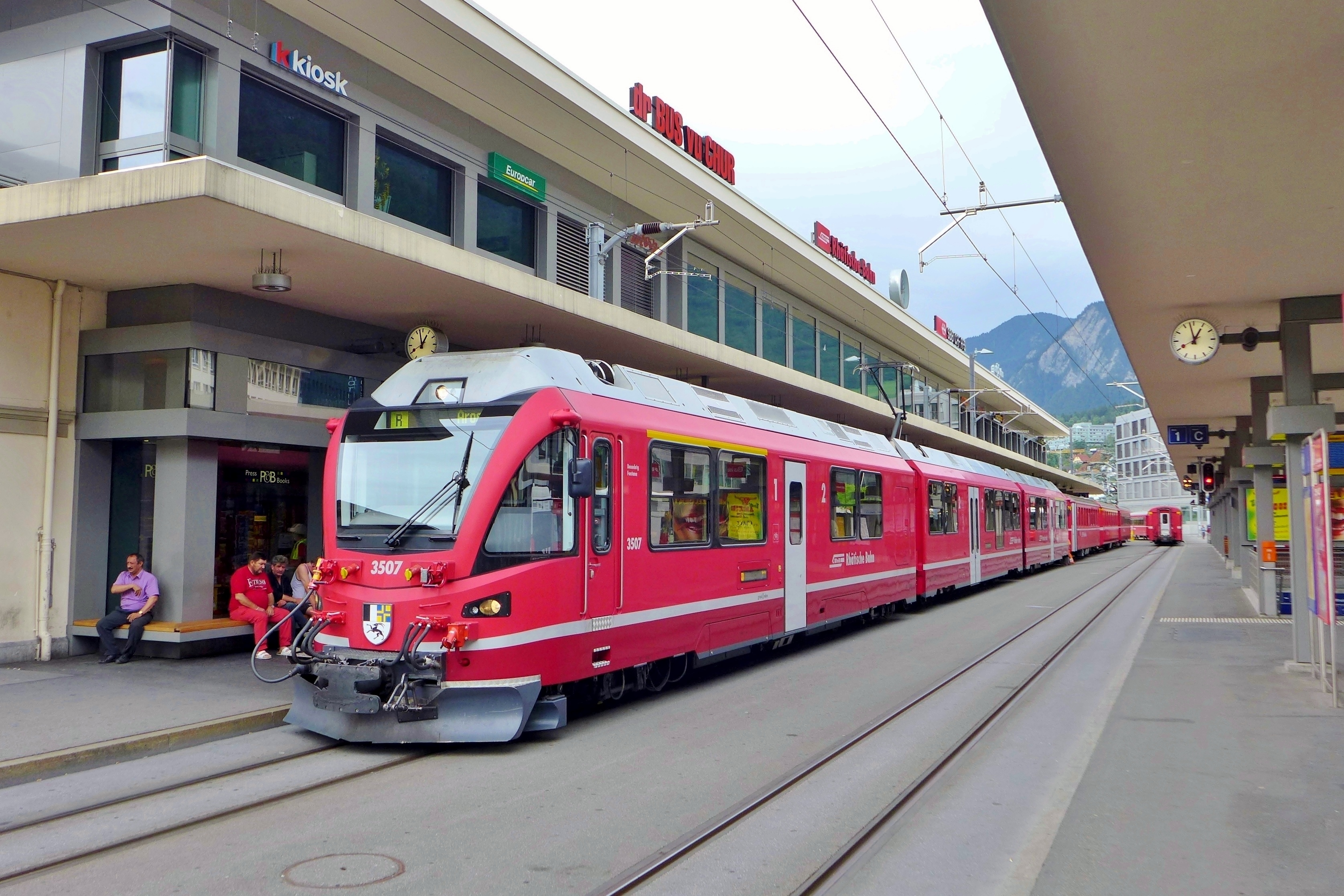
2014年於水泥路面上行走的ABe8/12 3507號車
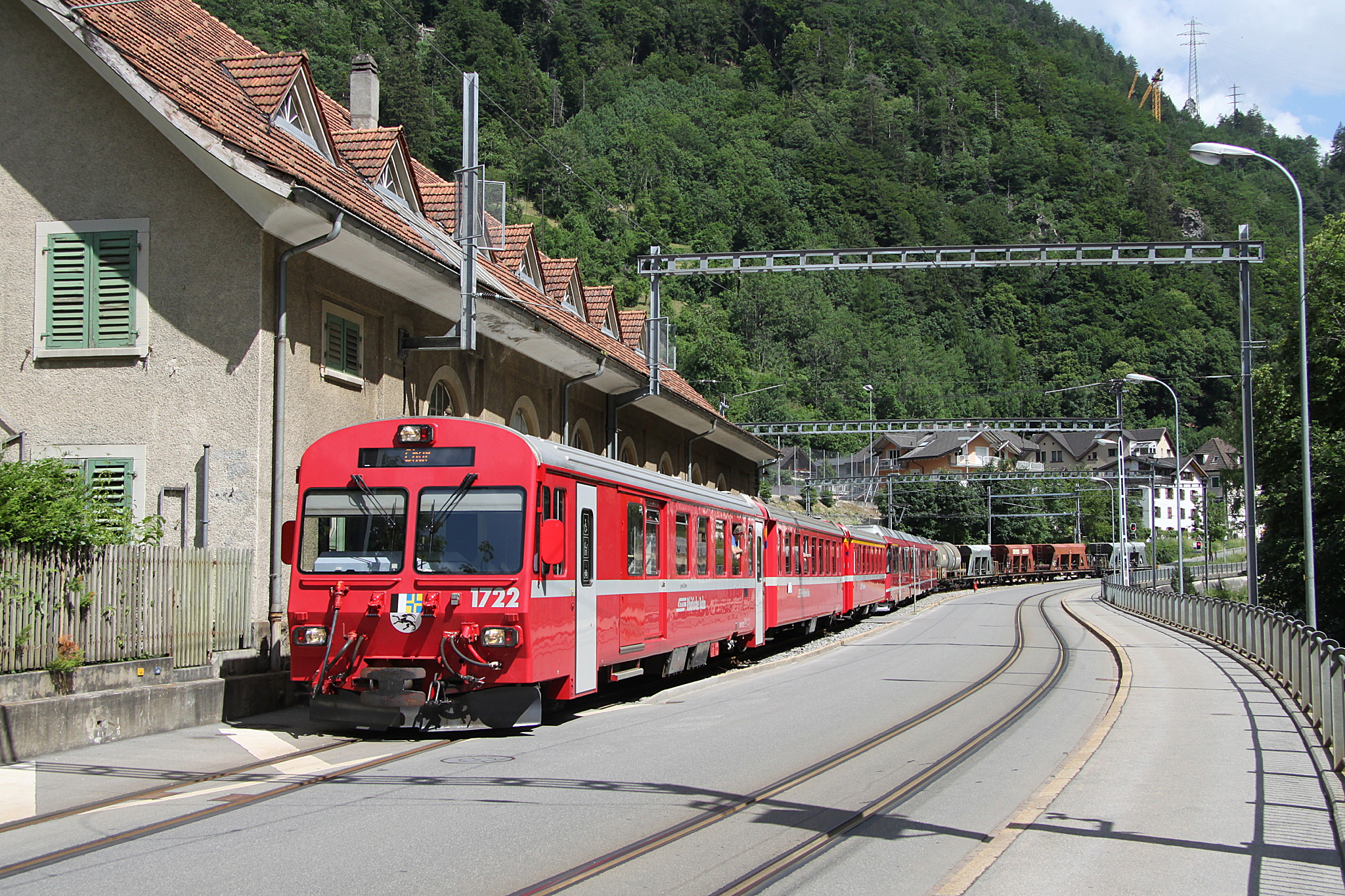
2015年ABe8/12 配搭客車及貨車的11列編列Chur-Arosa線
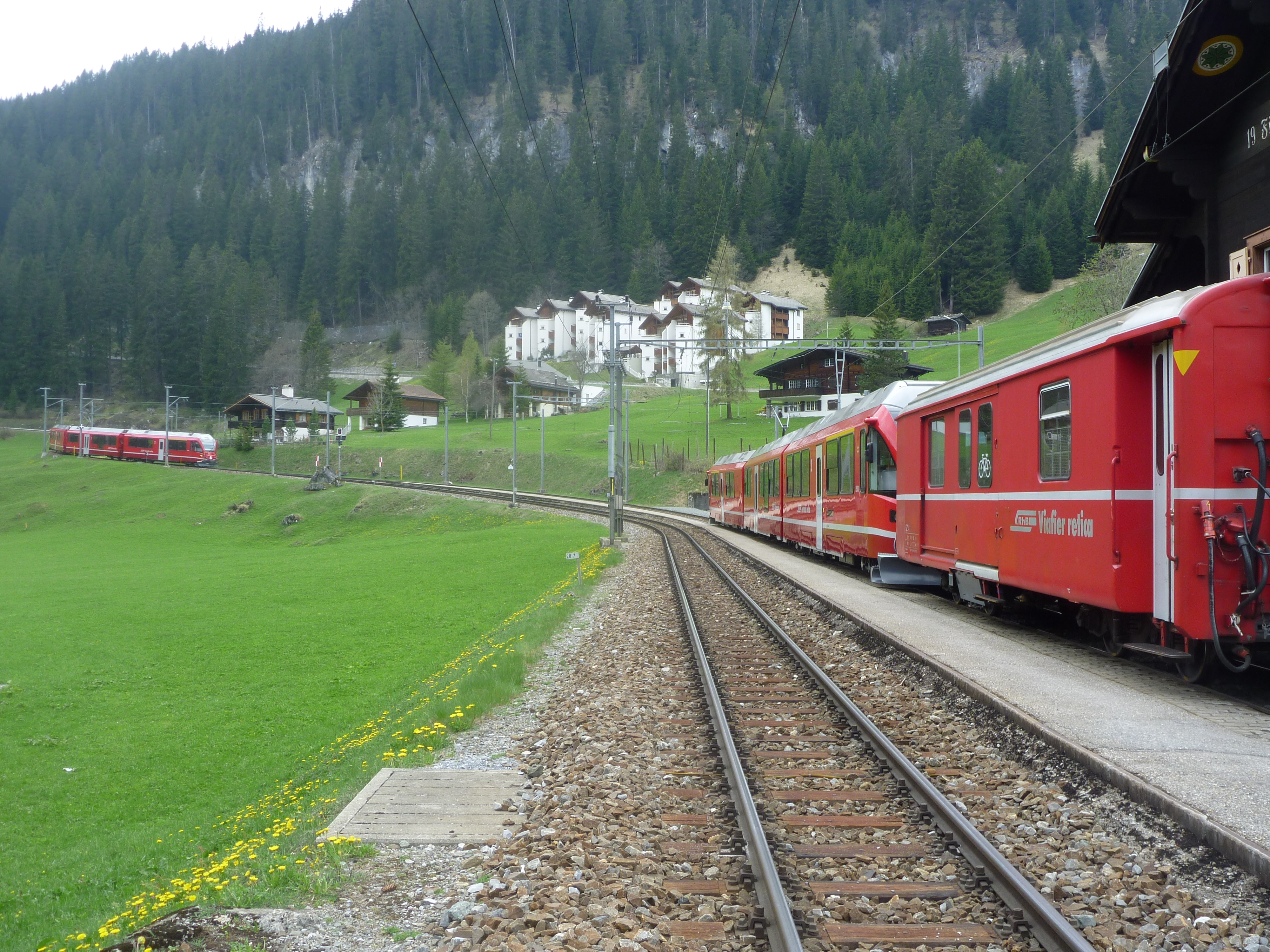
Chur-Arosa線行走ABe8/12 3501-3515號車
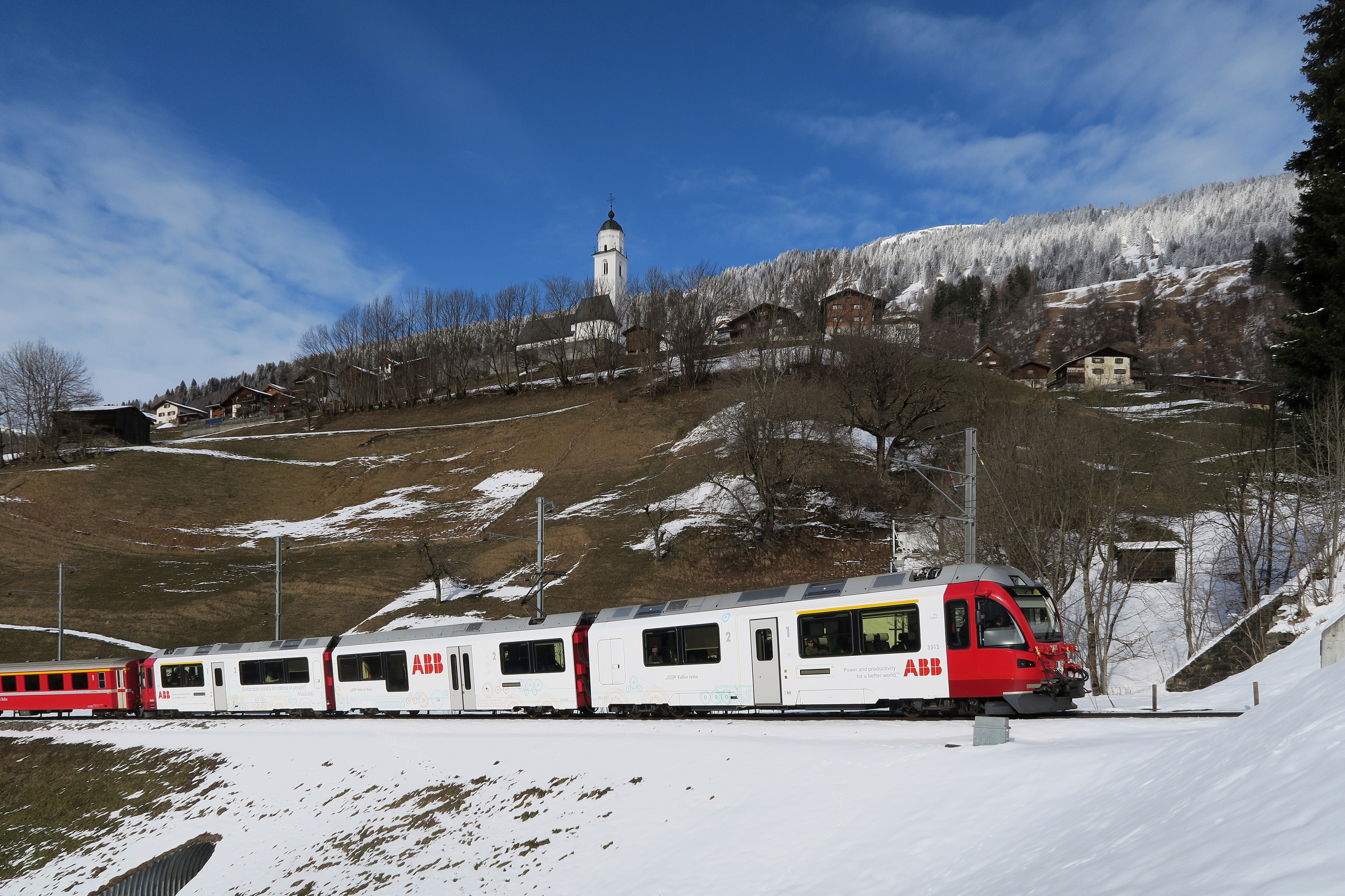
2015年於塗滿了電子設備製造商ABB廣告的ABe8/12 3512號車

## 外部連結
- Official Rhaetian Railway website （页面存档备份，存于）
- Manufacturer's site Website of the manufacturer of the ABe 8/12 Allegra
- Datasheet Comprehensive datasheet of the manufacturer (in German)
- Media release Media release about the new speed record (in German)